# Francis Rynd
Francis Rynd AM, MRCS, MRIA (1801-1861) va ser un metge irlandès, conegut per haver inventat l'agulla hipodèrmica utilitzada en les xeringues hipodèrmiques.

## Antecedents
Rynd va néixer a Dublín, Irlanda, el 1801 de James Rynd i la seva tercera esposa Hester Fleetwood, del castell de Ryndville, al comtat de Meath i de Derryvolan, al comtat de Fermanagh, Irlanda, respectivament. Rynd va assistir a l'escola de medicina del Trinity College, a Dublín, on tenia la reputació d'estudiant "descabellat", conegut per la seva ocupada vida social i el seu amor per la caça de guineus.

## Carrera
Rynd va treballar a l'Hospital Meath de Dublín. A l'Hospital Meath es va formar amb el cirurgià Sir Philip Crampton.
Rynd es va convertir en membre del Royal College of Surgeons el 1830. El 1836 va ocupar un lloc de cirurgia a l'Hospital Meath treballant al costat de William Stokes i Robert James Graves. El doctor Rynd, que tenia una lucrativa consulta privada, també va exercir com a superintendent mèdic de la presó de Mountjoy.
Rynd era membre de l'exclusiu Kildare Club de Dublín.

## Invenció de l'agulla hipodèrmica
En un article del 12 de març de 1845 a la revista Dublin Medical Press, Rynd va explicar com havia injectat analgèsics a un pacient amb una xeringa hipodèrmica el 3 de juny de 1844:
"Margaret Cox, aetat. 59, de costum, va ingressar a l'hospital, el 18 de maig de 1844, queixant-se de dolor agut a tota la cara esquerra de la cara, particularment a la regió supraorbitària, anant a l'ull, al llarg de les branques de la porció dura a la galta, al llarg de les genives de la mandíbula superior i inferior, va augmentar molt en aquesta situació tancant la boca i pressionant les dents entre si i, de tant en tant, llançant-se cap al costat oposat de la cara i cap a la part superior i posterior del seu cap. El 3 de juny es va introduir una solució de quinze grans d’acetat de morfia, dissolts en un dracma de creosota, al nervi supraorbitari i al llarg dels nervis temporal, malar i bucal, mitjançant quatre puncions d’un instrument fabricat amb aquesta finalitat. En un minut, tot el dolor (excepte el causat per l'operació, que era molt lleu) havia cessat, i va dormir millor aquella nit que durant mesos. Després de l'interval d'una setmana, va tenir un lleu retorn del dolor a les genives de la mandíbula superior i inferior. El fluid es va tornar a introduir mitjançant dues puncions fetes a la geniva de cada mandíbula i el dolor va desaparèixer. Després d'això, el dolor no es va repetir i va estar detinguda a l'hospital durant algunes setmanes, durant les quals la seva salut va millorar, es va restablir el son i es va convertir en una persona d'aspecte feliç. Va sortir de l’hospital l’1 d’agost amb ànims i va prometre que tornaria si mai tornés a sentir el més mínim dolor. Concloem que continua bé, perquè no en sabem res des d’aleshores "
Aquesta va ser la primera injecció hipodèrmica coneguda.

## Vida personal i familiar
Francis es va casar amb Elizabeth Alley, filla del regidor John Alley, que va ser senyor alcalde de Dublín, i va tenir tres fills i filles. Rynd va nomenar un dels seus fills Philip Crampton Rynd en honor del seu mentor Sir Philip Crampton.
El germanastre de Rynd, Goodlatte Rynd, Esquire va morir en la batalla de Salamanca el 1812. La neboda de Francis Rynd de Goodlatte i Lady Harriet Jane Brown, de neu Temple, Lady Maria Rynd, es va casar amb Pedro José Domingo de Guerra el 1840, llavors cònsol de Bolívia a París. Maria es va traslladar a Amèrica del Sud i es va convertir en Primera Dama de Bolívia el 1879. El seu net, José Gutiérrez Guerra, va ser president de Bolívia entre 1917 i 1920.
El nebot de Rynd, James Alexander Porterfield, Rynd era un mestre i advocat d'escacs irlandès.
Rynd va morir a Dublín el 1861 a l'edat de 60 anys, després de patir un atac de cor.

## Obres publicades
- Observacions patològiques i pràctiques sobre les estrictes: i algunes altres malalties dels òrgans urinaris (1849)